# Чижів
Чижі́в — село в Україні, в Золочівському районі Львівської області. Населення становить 132 особи. Орган місцевого самоврядування — Поморянська селищна рада.
У І-му томі Географічного словника Королівства Польського (Варшава, 1880) подані такі відомості про село Чижів:
|  | Чижів (пол. Czyżów) — село Золочівського повіту, на верху вододілів між Балтійським і Чорним морями, над потічком, притокою сусідньої Золотої Липи, ґрунт чорнозем, але з глинястим прошарком знизу, що робить його заболоченим і холодним. Площа маєтностей: велика власність: 2 морги ріллі, 15 — пасовищ; менша власність: 716 моргів ріллі, 230 — лук і садів, 66 — пасовищ. Населення: римо-католиків — 60 осіб, греко-католиків — 389 осіб, юдеїв — 17 осіб, разом — 466 осіб. Село, яке колись було шляхетським застінком, розташоване на 1½ милі на південь від Золочева та на 1 милю на північ від Поморян. Воно належить до римо-католицької парафії у Поморянах, а до греко-католицької — в Сновичах. У селі діє філіальна школа з одним учителем. |

Село розташоване серед стрімких горбів. Під горою стоїть криниця, з якої випливає невеличка річка Чижівка. Село невелике, писали дописувачі 1942., має лише «135 мешканців, в більшості українців і частину поляків». І далі: «є 4-клясова рідна школа, а наприкінці села стоїть дерев'яна церква. Побудована вона ще за часів… Петра Сагайдачного. На цвинтарі є могила, в якій похоронено 9 Українських Січових Стрільців, що полягли в бою з поляками».

## Відомі люди

### Народилися
- Мирон Кривуцький (1884—1985) — український греко-католицький священник, василіянин, капелан Української Галицької Армії.